# Jurijus Veklenko
Jurijus Veklenko (Klaipėda, 6 de julio de 1990) es un cantante lituano. Representó a su país en el Festival de la Canción de Eurovisión 2019 en Tel Aviv (Israel) con la canción «Run with the lions», tras ganar el concurso de selección nacional (Eurovizijos atranka).
Anteriormente había concursado sin éxito a título personal en las competencias nacionales de 2012 y 2014 y como miembro del trío Rollikai en 2015. Fue miembro del coro de las representaciones lituanas en los Festivales de Eurovisión de 2013 y 2015. Adicionalmente, fue bailarín y vocalista oculto del drag queen Lolita Zero (Gytis Ivanauskas) en el Eurovizijos atranka de 2017.

## Carrera musical

### Apariciones en concursos y festivales televisados
| Año  | Concurso                                                 | Rol                                                   | Canción                            | Resultado                                     |
| ---- | -------------------------------------------------------- | ----------------------------------------------------- | ---------------------------------- | --------------------------------------------- |
| 2010 | Lietuvos talentai                                        | Semifinalista                                         | «You're Beautiful» de James Blunt  | Ganador                                       |
| 2010 | Lietuvos talentai                                        | Finalista                                             | «I'm Yours» de Jason Mraz          | #9                                            |
| 2012 | Eurovizijos atranka                                      | Concursante                                           | «Tu ne viena»                      | #5 (SF)                                       |
| 2013 | Eurovisión                                               | Corista de Andrius Pojavis                            | «Something»                        | #9 (SF) #22 (Final)                           |
| 2013 | Eurovizijos atranka (selección para el Festival de 2014) | Concursante                                           | «Standing Still» de Roman Lob      | #7 (Primera etapa)                            |
| 2015 | Eurovizijos atranka                                      | Miembro del trío concursante Rollikai                 | «Violeta» de Kastytis Kerbedis     | #11 (Primer show)                             |
| 2015 | Eurovizijos atranka                                      | Miembro del trío concursante Rollikai                 | «Let's Get Loud» de Jennifer López | #12 (Segundo show)                            |
| 2015 | Eurovisión                                               | Corista y bailarín de Vainas Baumila y Monika Linkytė | «This Time»                        | #7 (SF) #18 (Final)                           |
| 2017 | Eurovizijos atranka                                      | Voz y bailarín de Lolita Zero                         | «Get Frighten»                     | Ganador (Repechaje) #4 (Final)                |
| 2019 | Eurovizijos atranka                                      | Concursante                                           | «Run with the Lions»               | Ganador (Cuartos)Ganador (SF) Ganador (Final) |